# Patricia af Connaught, lady Ramsay
Prinsesse Patricia af Connaught, lady Ramsay (født Victoria Patricia Helena Elizabeth 17. marts 1886, død 12. januar 1974) var en britisk prinsesse, der kom i familie med de svenske, danske og græske kongehuse. 

## Forfædre
Prinsesse Patricia var det yngste barn af Arthur af Connaught, der var den 1. hertug af Connaught og Strathearn og Louise Margarete af Preussen. Hun var sønnedatter af dronning Victoria af Storbritannien og Prins Albert af Sachsen-Coburg og Gotha. 
Prinsesse Patricia var også datterdatter af Maria Anna af Anhalt-Dessau og generalfeltmarskalk Frederik Karl af Preussen.
Prinsesse Patricia havde en bror og en søster.

## Slægtninge i Sverige, Danmark, Berleburg og Grækenland
Margareta af Connaught, der var Prinsesse Patricia’s storesøster, blev svensk kronprinsesse. Margareta var gift med kronprins Gustav Adolf af Sverige (den senere kong Gustav 6. Adolf af Sverige). Margareta og Gustav Adolf fik fem børn, deriblandt Arveprins Gustav Adolf af Sverige og dronning Ingrid af Danmark.
Arveprins Gustav Adolf blev far til kong Carl 16. Gustav af Sverige, farfar til Kronprinsesse Victoria af Sverige og oldefar til Prinsesse Estelle af Sverige. 
Dronning Ingrid af Danmark var gift med kong Frederik 9. af Danmark. De blev forældre til dronning Margrethe 2. af Danmark (gift med prins Henrik), Prinsesse Benedikte (gift med prins Richard af Berleburg) og Dronning Anne-Marie (gift med kong Konstantin 2. af Grækenland).

## Efterkommere
Prinsesse Patricia var gift med admiral sir Alexander Robert Maule Ramsay (en søn af John Ramsay, 13. jarl of Dalhousie).
De blev forældre til Alexander Ramsay af Mar, der blev gift med Flora Fraser, 21. lady Saltoun (født 1930). Flora Fraser var medlem af det britiske overhus i 1979–2014.
Prinsesse Patricia og Alexander Ramsay fik tre sønnedøtre. Den ældste den ærede Katharine Fraser, mistress af Saltoun (født 1957) er arving til titlen som den 22. lady Saltoun. Hendes yngre søstre er de ærede Alice Elizabeth Margaret Ramsay (født 1961) og Elizabeth Alexandra Mary Ramsay (født 1963).